# Lusanga (Kwilu)
Lusanga, van 1911 tot de zaïrisering Leverville/Leverstad, is een stad in de provincie Kwilu in de Democratische Republiek Congo. De plaats ligt op de route nationale 19 aan de samenvloeiing van de rivieren de Kwenge en de Kwilu. Er is een kleine luchthaven  met IATA-code LUS.

## Geschiedenis
In het koloniale tijdperk heette de stad Leverville, naar de Brit William Lever. In 1911 verkregen de Huileries du Congo Belge (HCB), een nieuw filiaal van Lever Brothers, vijf concessies van de Belgische regering om wilde oliepalmen te exploiteren in Belgisch Congo. Het bedrijf nam deze gebieden in huur tot 1944 en legde er plantages aan. De grootste van deze concessies (280.000 ha) werd gevormd door de cirkel met een straal van 50 km rond het middelpunt Lusanga. Dit dorp, waar het Congolese hoofdkantoor van de HCB kwam, werd hernoemd tot Leverville en groeide uit tot een stad. Het was een centrum van palmolieproductie en huisvestte een van de twaalf palmoliefabrieken van de concessie. De stad was opgevat als een tropisch utopia, maar in de praktijk kwam de beschavingsmissie neer op dwangarbeid, brutaliteit en corruptie. In 1931 gaf dit aanleiding tot de grote Pende-opstand in de Kwiluprovincie.
Na de onafhankelijkheid in 1960 kwam een einde aan de dwang. De palmolieproductie kreeg te kampen met lagere rendementen en Aziatische concurrentie. De nationalisering in 1973 onder Mobutu leidde tot een dieptepunt. Vier jaar later recupereerde Unilever haar voormalige dochterbedrijf, maar tot een echte bloei kwam het niet meer en in 2009 werd de onderneming van de hand gedaan. Lusanga bleef achter als een stad van ongeveer 15.000 mensen, zonder elektriciteit, leidingwater of winkels. Voor basisvoorzieningen waren de inwoners aangewezen op het 45 km verderop gelegen Kikwit.